# Друзилла (дочь Ирода Агриппы I)
Друзи́лла (38 — 79) — младшая дочь царя Иудеи Ирода Агриппы I, сестра Ирода Агриппы II, Береники и Мариамны. Сын Друзиллы и прокуратора Иудеи Антония Феликса, Марк Антоний Агриппа, был одним из немногих известных по имени людей, погибших при извержении Везувия в 79 году.

## Биография
Друзилле было шесть лет когда в 44 году умер её отец, Ирод Агриппа I. Отец предназначал Друзиллу в жены Гаю Эпифану (сыну Антиоха IV, царя Коммагены). Но Гай Эпифан не захотел подвергнуться обрезанию, и свадьба не состоялась.
В 51 году брат Друзиллы, Ирод Агриппа II, получил от императора Клавдия владения в Келесирии (Батанею, Трахонею и Абилею), входившие ранее в состав тетрархии Лисания, и в том же году решил заключить династический союз с Азизом, царём Эмесы, чьи владения примыкали к его новым землям. Ради брака с Друзиллой Азиз согласился принять иудаизм, однако их супружеская жизнь оказалась недолгой.
Вскоре после того как был заключен её первый брак Друзиллу встретил, вероятно при дворе её брата, римский прокуратор Иудеи Антоний Феликс.

Когда он [Феликс] увидал Друзиллу, отличавшуюся необыкновенною красотою, он захотел сблизиться с этою женщиною. Поэтому он подослал к ней некоего Симона, иудея, происходившего с острова Кипра и выдававшего себя за мага, и стал уговаривать её бросить мужа и выйти замуж за него, Феликса. При этом он, в случае её согласия, обещал сделать все для её счастья. Друзилла была настолько испорчена, что дала себя уговорить преступить закон и выйти замуж за Феликса. К этому её, между прочим, побудило также желание избавиться от постоянного выражения зависти со стороны своей сестры Береники, которая немало досаждала ей её красотою.
— Иосиф Флавий. «Иудейские древности», XX, 7, 1—2.

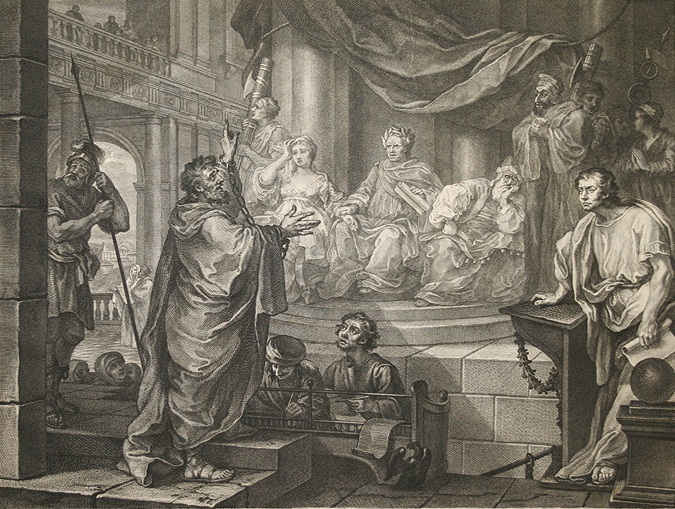
Хогарт, Уильям, Павел перед Феликсом, 1752. Друзилла — справа от Феликса.

Друзилле было около двадцати двух лет, когда она вместе с Феликсом присутствовала при проповеди апостола Павла в Кесарии:
«Через несколько дней Феликс, придя с Друзиллою, женою своею, Иудеянкою, призвал Павла, и слушал его о вере во Христа Иисуса. » (Деяния. 24:24)
По свидетельству Иосифа Флавия, у Друзиллы и Феликса был сын по имени Марк Антоний Агриппа, который погиб вместе с большей частью населения Помпеи и Геркуланума во время извержения Везувия в 79 году. Флавий говорит «σὺν τῇ γυναικὶ», что может быть переведено как «со своей женой» или, альтернативно, как «с женщиной», то есть с Друзиллой.